# Asia Rugby Championship 2023
Die Asia Rugby Championship 2023 war ein Wettbewerb für asiatische Nationalmannschaften in der Sportart Rugby Union. Es handelte sich um die 34. Ausgabe der vom Verband Asia Rugby organisierten Rugby-Union-Asienmeisterschaft. Beteiligt waren acht Mannschaften, die in drei Divisionen gegeneinander antraten. Den Asienmeistertitel gewann zum vierten Mal Hongkong.

## Top 3
|    | Land     | Spiele | Siege | Unent. | Ndlg. | Spiel- punkte | Diff. | Bonus- punkte | Tabellen- punkte |
| -- | -------- | ------ | ----- | ------ | ----- | ------------- | ----- | ------------- | ---------------- |
| 1. | Hongkong | 2      | 2     | 0      | 0     | 118:19        | + 99  | 2             | 10               |
| 2. | Südkorea | 2      | 1     | 0      | 1     | 37:33         | + 4   | 1             | 5                |
| 3. | Malaysia | 2      | 0     | 0      | 2     | 12:115        | − 103 | 0             | 0                |

4 Tabellenpunkte für Sieg, 2 Tabellenpunkte für Unentschieden, 1 Bonuspunkt bei vier oder mehr Versuchen, 1 Bonuspunkt bei Niederlage mit weniger als sieben Zählern Differenz.
Ergebnisse
| 3. Juni 2023 | Malaysia | 3 : 27 | Südkorea | Saidina Hamzah Stadium, Kuala Lumpur |
| 3. Juni 2023 |          |        |          | Saidina Hamzah Stadium, Kuala Lumpur |

| 10. Juni 2023 | Hongkong | 88 : 9 | Malaysia | Hong Kong Football Club Stadium, Hongkong |
| 10. Juni 2023 |          |        |          | Hong Kong Football Club Stadium, Hongkong |

| 17. Juni 2023 | Hongkong | 30 : 10 | Südkorea | Hong Kong Football Club Stadium, Hongkong |
| 17. Juni 2023 |          |         |          | Hong Kong Football Club Stadium, Hongkong |

## Division 1
Ergebnisse
| 4. Juli 2023 | Pakistan | 0 : 95 | Vereinigte Arabische Emirate | Lahore |
| 4. Juli 2023 |          |        |                              | Lahore |

| 8. Juli 2023 | Pakistan | 3 : 93 | Vereinigte Arabische Emirate | Lahore |
| 8. Juli 2023 |          |        |                              | Lahore |

## Division 2
|    | Land       | Spiele | Siege | Unent. | Ndlg. | Spiel- punkte | Diff. | Bonus- punkte | Tabellen- punkte |
| -- | ---------- | ------ | ----- | ------ | ----- | ------------- | ----- | ------------- | ---------------- |
| 1. | Katar      | 2      | 2     | 0      | 0     | 67:17         | + 50  | 2             | 10               |
| 2. | Kasachstan | 2      | 1     | 0      | 1     | 39:57         | − 18  | 1             | 5                |
| 3. | Indien     | 2      | 0     | 0      | 2     | 29:61         | − 32  | 2             | 2                |

4 Tabellenpunkte für Sieg, 2 Tabellenpunkte für Unentschieden, 1 Bonuspunkt bei vier oder mehr Versuchen, 1 Bonuspunkt bei Niederlage mit weniger als sieben Zählern Differenz.
Ergebnisse
| 30. April 2023 | Katar | 32 : 7 | Indien | Aspire Stadium, Doha |
| 30. April 2023 |       |        |        | Aspire Stadium, Doha |

| 3. Mai 2023 | Indien | 22 : 29 | Kasachstan | Aspire Stadium, Doha |
| 3. Mai 2023 |        |         |            | Aspire Stadium, Doha |

| 6. Mai 2023 | Katar | 35 : 10 | Kasachstan | Aspire Stadium, Doha |
| 6. Mai 2023 |       |         |            | Aspire Stadium, Doha |